# Мистецтво Майдану (книга)
«Мистецтво Майдану»  — книга, написана  Наталією Мусієнко , українським культурологом, кандидатом філософських наук  і мистецтвознавицею.  Монографія  досліджує  вибух мистецької креативності у її різноманітності під час Революції Гідності на  Майдані 2013-2014 рр. у  Києві. Разом з іншими діячами культури  авторка підтримала  Революцію гідності, і з перших днів  почала фіксувати художні прояви, які невід’ємно супроводжували перебіг подій. Нині книга зберігається у бібліотеках міст Україні й за кордоном,  у колекції  бібліотеки
  Національного музею Революції Гідності. 

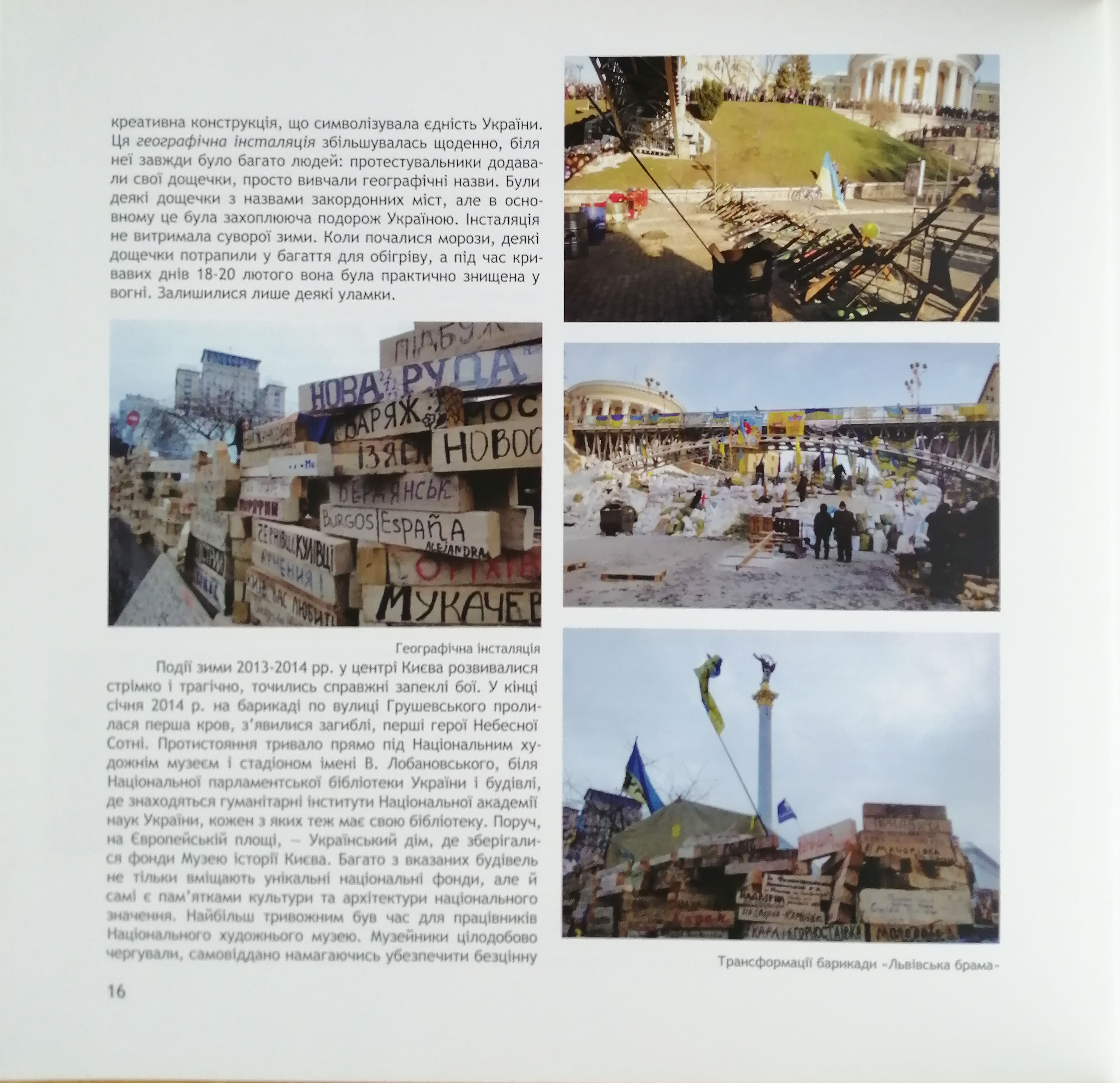
Н.Мусієнко. «Мистецтво Майдану». Київ, 2015, ст. 16

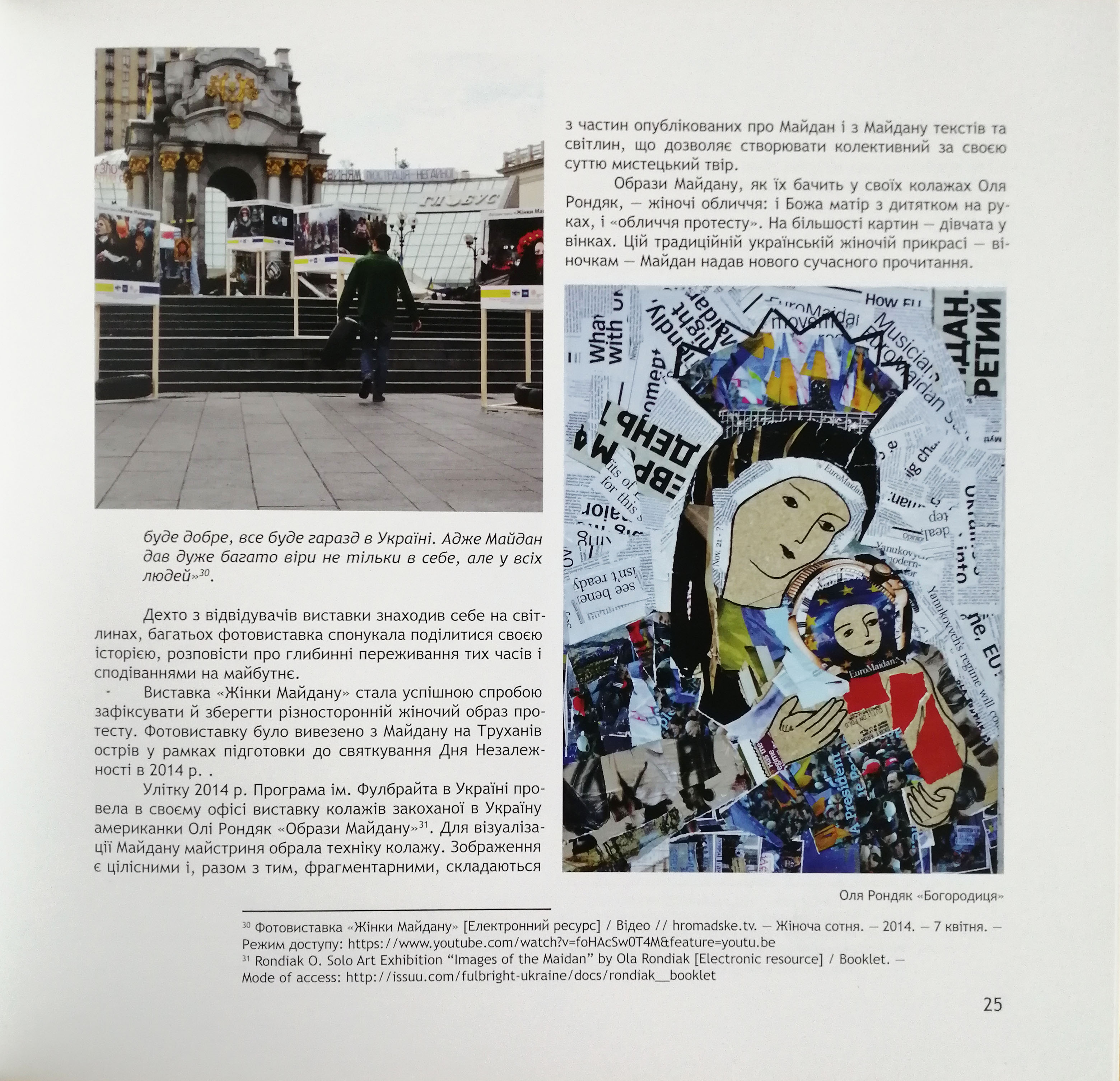
Н.Мусієнко. «Мистецтво Майдану». Київ, 2015, ст. 25

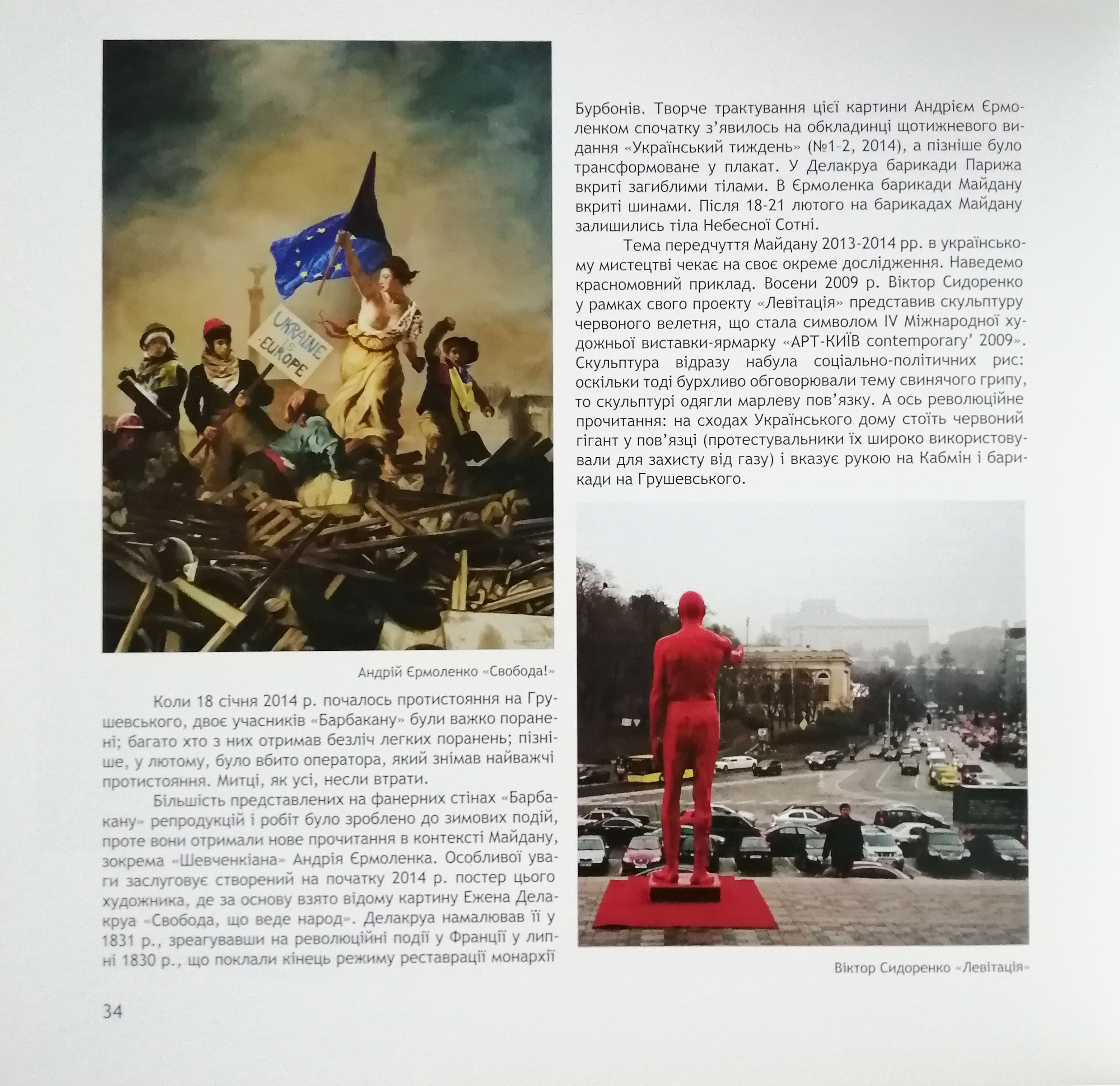
Н.Мусієнко. «Мистецтво Майдану». Київ, 2015, ст. 34

На Майдані були представлені практично всі види мистецтва, які демонструвалися у  різноманітних осередках.
Н.Мусієнко зафіксувала й дослідила, як разом з формуванням Майдану утворювався могутній художній простір. Дизайнером книги та арт-менеджером проєкту «Мистецтво Майдану» є художник Мар’ян Лунів. Видання поділене на  чотири розділи. Часовими рамками першого та другого є листопад 2013 р.- лютий 2014 р.  Авторка висвітлює мистецькі інсталяції,  плакати, стихійні експозиції просто неба, скульптуру, живопис, мистецькі осередки, музику, театр, кіно, літературу, перфоманс учасників Майдану та закордонні мистецькі акції на  їх підтримку. Зібрано чималу журналістську документацію, фотографії  та відеоматеріали  правдивих свідчень подій. Всі згадані авторскі імена дбайливо зібрані в іменному покажчику книжки. Книга стала нневід'ємною частиною масштабного  арт-проєкту «Мистецтво Майдану».
Кураторка  обрала 17 українських художників для експозиції, різних вікових та стилістичних відмінностей. 
Це Юлія Бєляєва,  Гліб  Вишеславський , Антон Гаук,  Олена Голуб, Мар’яна Гончаренко, Олекса Манн, Микита Завілінський, Мар’ян Лунів,  Андрій Єрмоленко, Роман Михайлюк, Анастасія Некипіла, Марія Павленко,  Іван Семесюк, Андрій Сидоренко, Тетяна Русецька, Ірина Хованець,  Оксана Чепелик. Оригінали робіт мають різноманітну техніку виконання: живопис, асамбляж, колаж, фотографія, відео, вишивка.  Н. Мусієнко здійснила їх трансформацію на цифровий носій, завдяки чому твори експонувались у вигляді постерів і мобільно транспортувались для  демонстрації в різних містах   України та за кордоном.
У третьому та четвертому розділах мова йде про особливості мандрівної  виставки та її подорожі Україною,   Європою і  Сполученими Штатами Америки. 
Книга Наталії Мусієнко «Мистецтво Майдану» вийшла українською мовою (2015) та у перекладах  англійською (2016 ) і німецькою (2017) мовами. Книга є розповіддю самовидця подій і не претендує на енциклопедичність, втім містить цінну пізнавальну інформацію і має значний емоційний вплив на читача, про що свідчать численні відгуки  в національній та закордонній пресі, радіомовленні й телебаченні. 
 
Видання стало можливим завдяки підтримці

 Програми ім. Фулбрайта в Україні, 

Київського офісу Інституту Кеннана,

благодійної організації «Українське Фулбрайтівське коло», 

за сприяння   Інституту проблем сучасного мистецтва НАМУ